# Emma Igelström
Emma Igelström (* 6. März 1980 in Karlshamn) ist eine ehemalige schwedische Schwimmerin.

## Werdegang
Ihre Stärken im Schwimmen lagen auf den kurzen Brustdistanzen. Bei den Europameisterschaften 2002 wurde sie sowohl über 50 m Brust als auch über 100 m Brust Europameisterin. Sie stellte auch zahlreiche neue Welt- und Europarekorde über die 50 Meter und 100 Meter Brustdistanzen auf der Kurzbahn auf.
Wegen der Krankheit Bulimie, an der sie litt, beendete sie früh ihre Laufbahn als Schwimmerin.